# Alexander Kiersch
Alexander Kiersch (Berlijn, 27 augustus 1973) is een Duitse acteur.
Kiersch volgde tussen 1987 en 1989 een opleiding bij Peter Lackner aan de Hogeschool voor de Kunsten. Daarna volgde hij tussen 1988 en 1991 lessen bij actrice Erika Danhoff aan de Max-Reinhardt-Schule für Schauspiel. In diezelfde periode volgde hij zanglessen bij Ruth Busse. Landelijke bekendheid kreeg hij door zijn rol als Patrick Graf in de eerste Duitse soapserie Gute Zeiten, Schlechte Zeiten. Hij nam tussen 1992 en 1996 de rol op zich. In 1995 bezocht hij de Hollywood Acting Workshop in Los Angeles. Tussen 2000 en 2006 speelde hij de rol van Torsten Gerlach in de politieserie Die Wache.
In 2007 had hij een gastrol in de wekelijkse soapserie Lindenstraße. In datzelfde jaar was hij als zenderstem te horen op de Berlijnse radiozender rs2.

## Filmografie
- 1989: Affäre Nachtfrost
- 1989: Der Spatzenmörder
- 1990: Der Todesking
- 1992: Landschaft mit Dornen
- 1992–1996: Gute Zeiten, schlechte Zeiten
- 1994: Die Wache
- 1998: Ein Fall für zwei
- 1999: Ben
- 1999: Der Überflieger
- 1999: Wolffs Revier
- 2003: Die Rettungsflieger
- 2003: Stille Nacht, Anlage B
- 2004: Pfarrer Braun
- 2006: Der letzte Zeuge
- 2006: Hallo Robbie!
- 2007: Kinder, Kinder
- 2007: Lindenstraße
- 2007: R.I.S. - Die Sprache der Toten
- 2009: Kill Your Darling
- 2010: SOKO Leipzig
- 2011: Kindheitstraum
- 2012: Sin Reaper 3D
- 2016: Ediths Glocken – Der Film